# Donald Williams
Donald Edward Williams (13. února 1942 Lafayette, stát Indiana, USA – 23. února 2016) byl americký vojenský letec a kosmonaut z raketoplánů. Ve vesmíru byl dvakrát.

## Život

### Mládí a výcvik
Po základní a střední škole se roku 1964 stal na Purdue University v americkém státě Indiana strojním inženýrem. Po nástupu do armády sloužil jako námořní pilot. Do střediska kosmonautů NASA byl vybrán roku 1978 jako astronaut – pilot v hodnosti poručíka. V té době byl ženatý a měl dvě děti..

### Lety do vesmíru
Poprvé letěl na raketoplánu Discovery společně s šesti dalšími kosmonauty, mezi nimiž byl i senátor Edwin Garn, dále velitel lodě Karol Bobko, Donald Williams, dr. Margaret Seddonová, Stanley Griggs, dr. Jeffrey Hoffman a technik firmy McDonnell Douglas Charles Walker. Startovali na Floridě, mysu Canaveral. Vypustili na orbitě družici Anik C-1 a druhou Leasat 3. Druhá družice ovšem po vypuštění nezačala fungovat i přes řadu pokusů kosmonautů ji opravit. Každý takový nezdar ovlivnil finanční výtěžek letu. Let Williamse zařadil na 160 místo mezi kosmonauty Země.
Druhý let s označením mise STS-34 následoval až po čtyřech rocích. Raketoplán Atlantis odstartoval z rampy 39B Kennedyho vesmírného střediska na Floridě, mysu Canaveral. Na palubě vyvezl do kosmu sondu Galileo, která později provedla průzkum Jupiteru. Posádku raketoplánu tvořila pětice Donald Williams, Michael McCulley, Shannon Lucidová, Ellen Bakerová a Franklin Chang-Diaz. Přistáli na základně Edwards po čtyřech dnech letu.
Víckrát Williams do vesmíru, v němž strávil téměř 12 dní, neletěl.
- STS-51-D Discovery (12. duben 1985 – 19. duben 1985)
- STS-34 Atlantis (18. říjen 1989 – 23. říjen 1989)

### Po letech
Od NASA z Houstonu odešel půl roku po svém druhém letu ke společnosti Science Applications International Corp.